# Чемпіонат світу з гірськолижного спорту 2021
Чемпіонат світу з гірськолижного спорту 2021 проходив 8–21 лютого в Кортіна д'Ампеццо, Італія.. У травні 2020-го the Італійська федерація зимового спорту (FISI) та організаційний комітет попросили Міжнародну федерацію лижних видів спорту (FIS) відтермінувати змагання до 2022 року через пандемію COVID-19.. Утім це клопотання  FIS відхилила, й організаторам довелося притримуватися запланованого на 2021.

Місце проведення обрав конгрес FIS, що проходив у місті  Канкун, Мексика, 10 червня 2016 року. Заявку подала тільки Кортіна д'Ампеццо, вона була також фіналісткою двох попередніх чемпіонатів. 
Кортіна уже приймала  чемпіонати світу в 1932-му та 1956-му (Зимова Олімпіада), а також численні етапи Кубка світу; Тофане є регулярним місцем проведення січневих швидкісних етапів у жінок. Планується, що тут проходитимуть гірськолижні змагання зимової Олімпіади 2026-го року.
Чемпіонат світу відбувався в Італії всьоме; крім Кортіни, в  Борміо (2005, 1985), Сестрієре (1997) та Валь-Гардена (1970). Сестрієре приймав також змагання зимової Олімпіади 2006.

## Відсторонення Росії через допінг
9 грудня 2019 року Всесвітнє антидопінгове агентство (WADA) відсторонило Росію від міжнародного спорту на чотири роки після того, як виявилося, що владні органи Росії у січні 2019 року відкоригували лабораторні дані перед тим, як подати їх  у  WADA, що було передумовою відновлення прав Російського антидопінгового агентства. Як наслідок, WADA планує дозволити окремим російським спортсменам взяти участь у світових чемпіонатах  2021–2022 років та Зимовій олімпіаді 2022 року під нейтральним прапором як це було на Зимовій олімпіаді 2018 року, але їм не буде дозволено змагатися в командних видах спорту. Назву нейтрального прапора планувалося визначити пізніше;  відзначалося, що допущеним спортсменам не буде дозволено виступати як представникам окремої країни. Пізніше Росія подала апеляцію в Спортивний арбітраж. Арбітражний суд  17 грудня 2020  року постановив зменшити покарання. Замість відсторонення Росії від змагань, судова постанова дозволила Росії брати участь в Олімпіаді та інших міжнародних змаганнях, але упродовж двох років команди не мають права використовувати назву Росія, російський прапор та гімн й повинні називатися нейтральними спортсменами чи нейтральною командою. Дозволено використовувати назву Росія на формі й кольори російського прапора у її дизайні.

## Медальний підсумок

### Таблиця медалей
*   Країна-господарка ( Італія)
| Місце                | Країна               | Золото | Срібло | Бронза | Загалом |
| -------------------- | -------------------- | ------ | ------ | ------ | ------- |
| 1                    | Австрія              | 5      | 1      | 2      | 8       |
| 2                    | Швейцарія            | 3      | 1      | 5      | 9       |
| 3                    | Франція              | 2      | 1      | 2      | 5       |
| 4                    | Норвегія             | 2      | 0      | 1      | 3       |
| 5                    | США                  | 1      | 1      | 2      | 4       |
| 6                    | Італія*              | 1      | 1      | 0      | 2       |
| 7                    | Німеччина            | 0      | 3      | 1      | 4       |
| 8                    | Словаччина           | 0      | 2      | 0      | 2       |
| 9                    | Хорватія             | 0      | 1      | 0      | 1       |
| 9                    | Швеція               | 0      | 1      | 0      | 1       |
| Загалом (10 збірних) | Загалом (10 збірних) | 14     | 12     | 13     | 39      |

### Чоловіки
| Дисципліна                     | Золото                          | Золото             | Срібло                     | Срібло                | Бронза                        | Бронза               |
| ------------------------------ | ------------------------------- | ------------------ | -------------------------- | --------------------- | ----------------------------- | -------------------- |
| Швидкісний спуск               | Вінсент Кріхмайр Австрія        | 1:37.79            | Андреас Зандер Німеччина   | 1:37.80               | Беат Фойц Швейцарія           | 1:37.97              |
| Супергігант                    | Вінсент Кріхмайр Австрія        | 1:19.41            | Ромед Бауманн Німеччина    | 1:19.48               | Алексіс Пентюро Франція       | 1:19.79              |
| Гігантський слалом             | Матьє Февр Франція              | 2:37.25            | Лука Де Аліпрандіні Італія | 2:37.88               | Марко Шварц Австрія           | 2:38.12              |
| Слалом                         | Себастьян Фосс-Солевог Норвегія | 1:46.48            | Адріан Пертль Австрія      | 1:46.69               | Генрік Крістофферсен Норвегія | 1:46.94              |
| Гірськолижна комбінація        | Марко Шварц Австрія             | 2:05.86            | Алексіс Пентюро Франція    | 2:05.90               | Лоїк Мейяр Швейцарія          | 2:06.98              |
| Паралельний гігантський слалом | Матьє Февр Франція              | Матьє Февр Франція | Філіп Зубчич Хорватія      | Філіп Зубчич Хорватія | Лоїк Мейяр Швейцарія          | Лоїк Мейяр Швейцарія |

### Жінки
| Дисципліна                     | Золото                                           | Золото                                           | Срібло                  | Срібло       | Бронза                      | Бронза              |
| ------------------------------ | ------------------------------------------------ | ------------------------------------------------ | ----------------------- | ------------ | --------------------------- | ------------------- |
| Швидкісний спуск               | Корінне Зутер Швейцарія                          | 1:34.27                                          | Кіра Вайдле Німеччина   | 1:34.47      | Лара Гут-Беграмі Швейцарія  | 1:34.64             |
| Супергігант                    | Лара Гут-Беграмі Швейцарія                       | 1:25.51                                          | Корінне Зутер Швейцарія | 1:25.85      | Мікейла Шиффрін США         | 1:25.98             |
| Гігантський слалом             | Лара Гут-Беграмі Швейцарія                       | 2:30.66                                          | Мікейла Шиффрін США     | 2:30.68      | Катаріна Лінсбергер Австрія | 2:30.75             |
| Слалом                         | Катаріна Лінсбергер Австрія                      | 1:39.50                                          | Петра Влгова Словаччина | 1:40.50      | Мікейла Шиффрін США         | 1:41.48             |
| Гірськолижна комбінація        | Мікейла Шиффрін США                              | 2:07.22                                          | Петра Влгова Словаччина | 2:08.08      | Мішель Гізін Швейцарія      | 2:08.11             |
| Паралельний гігантський слалом | Марта Бассіно Італія Катаріна Лінсбергер Австрія | Марта Бассіно Італія Катаріна Лінсбергер Австрія | не вручалася            | не вручалася | Тесса Ворлі Франція         | Тесса Ворлі Франція |

### Змішані
| Дисципліна                   | Золото | Срібло                                                                                            | Бронза                                                                                  |
| ---------------------------- | --- | ------------------------------------------------------------------------------------------------- | --------------------------------------------------------------------------------------- |
| Командні паралельні змагання | Норвегія Себастьян Фосс-Солевог Крістін Люсдаль Крістіна Ріс-Йоганнессен Фаб'ян Вілкенс Солгейм Тея Луїз Штьєрнесунн | Швеція Естель Альфанд Вільям Ганссон Сара Гектор Крістоффер Якобсен Йонна Лутман Маттіас Реннгрен | Німеччина Емма Айхер Лена Дюрр Андреа Фільзер Штефан Луйц Александер Шмід Лінус Штрасер |

## Країни учасниці
Всього змагалися представники 68 країн. 
- Албанія (5)
- Андорра (3)
- Аргентина (5)
- Вірменія (3)
- Австралія (2)
- Австрія (23)
- Білорусь (1)
- Бельгія (7)
- Болівія (1)
- Боснія і Герцеговина (8)
- Бразилія (3)
- Болгарія (5)
- Канада (13)
- Чилі (4)
- Китайський Тайбей (1)
- Колумбія (1)
- Хорватія (8)
- Кіпр (6)
- Чехія (7)
- Данія (5)
- Естонія (2)
- Фінляндія (3)
- Франція (17)
- Грузія (5)
- Німеччина (13)
- Велика Британія (7)
- Греція (12)
- Гаїті (4)
- Угорщина (9)
- Ісландія (9)
- Індія (2)
- Іран (8)
- Ірландія (3)
- Ізраїль (4)
- Італія (24) (господар)
- Японія (4)
- Кенія (1)
- Косово (3)
- Латвія (11)
- Ліван (8)
- Ліхтенштейн (3)
- Литва (5)
- Люксембург (1)
- Мексика (2)
- Монако (1)
- Чорногорія (5)
- Марокко (2)
- Непал (1)
- Нідерланди (1)
- Нова Зеландія (4)
- Північна Македонія (6)
- Норвегія (13)
- Перу (1)
- Польща (2)
- Португалія (3)
- Румунія (3)
- Російська федерація лижних видів спорту (9)
- Сан-Марино (2)
- Сербія (6)
- Словаччина (6)
- Словенія (16)
- Південна Корея (1)
- Іспанія (6)
- Швеція (11)
- Швейцарія (19)
- Східний Тимор (1)
- Україна (8)
- США (17)